# Chrysiogenota
Chrysiogenota, dříve Chrysiogenetes, je kmen bakterií, do něhož se doposud řadí několik extrémofilních zástupců žijících v neobvyklých podmínkách.

## Zástupci
Kmen je pojmenován podle prvního zástupce, Chrysiogenes arsenatis. Je to tyčinkovitá gramnegativní a striktně anaerobní bakterie. Její respirace  probíhá (namísto s kyslíkem) díky arseničnanům a dusičnanům. Arzeničnany jsou díky enzymu arsenát reduktáze redukovány na arsenitany. Jako donoru elektronů používá acetát. Tato bakterie je výjimečná právě tím, že využívá arsen, který je pro většinu organismů toxický. Proto může Chrysiogenes růst i v oblastech, zamořených arsenem.
K dalším identifikovaným zástupcům patří rody Desulfurispira a Desulfurispirillum.